# Muín-ad-Din
Muín-ad-Din Alí ibn Jalal-ad-Din Muhàmmad Yazdí o, simplement, Muín-ad-Din (? - 1387) fou un historiador persa de la segona meitat del segle xiv. Va ser protegit dels mudhaffàrides que dominaven Fars, Esfahan i Yazd (ciutat natal de Muín-ad-Din Alí, d'on prové la seva nisba). Fou conseller de Mubàridh-ad-Din i preceptor del seu fill Xah Xujà. La seva obra principal és el Mawahib-i-ilahi ("Dons Divins") també anomenada Tarikh-i-mudhaffari i Humayun-nama, que és l'única història contemporània sobre els mudhaffàrides. Mubàridh-ad-Din va morir el 1364 i l'obra es va acabar el mateix any. Fou completada dues generacions més tard per Mahmud-i Kutubi (m. 1402/1403) a la Tarikh-i guzida de Qazwini, fins a la caiguda de la dinastia davant de Tamerlà el 1392/1393.